# Algorytm Strassena
Algorytm Strassena – algorytm wykorzystywany do mnożenia macierzy. Został nazwany na cześć swego twórcy – Volkera Strassena. Jest on szybszy od standardowego mnożenia macierzy i jest użyteczny dla dużych macierzy, ale działa wolniej od najszybszej znanej obecnie metody mnożenia – algorytmu Coppersmitha-Winograda – dla bardzo dużych macierzy.
Algorytm został opublikowany w 1969 roku. Pomimo że był tylko trochę szybszy od metody klasycznej, jako pierwszy wykazał, że standardowe podejście nie jest optymalne. Dzięki niemu rozpoczęto poszukiwania jeszcze szybszych algorytmów, aż do algorytmu Coppersmitha-Winograda opublikowanego w 1987 roku.

## Działanie algorytmu
Niech {\displaystyle A} i {\displaystyle B} będą dwiema macierzami kwadratowymi nad pierścieniem {\displaystyle R.} Chcemy obliczyć macierz {\displaystyle C} taką, że
{\displaystyle \mathbf {C} =\mathbf {A} \mathbf {B} \qquad \mathbf {A} ,\mathbf {B} ,\mathbf {C} \in R^{2^{n}\times 2^{n}}}
Jeżeli macierze {\displaystyle A} i {\displaystyle B} nie są rozmiaru {\displaystyle 2^{n}\times 2^{n}} to brakujące kolumny i wiersze wypełniamy zerami. Następnie dzielimy macierze {\displaystyle A,} {\displaystyle B} i {\displaystyle C} na macierze klatkowe o równych rozmiarach.
{\displaystyle \mathbf {A} ={\begin{bmatrix}\mathbf {A} _{1,1}&\mathbf {A} _{1,2}\\\mathbf {A} _{2,1}&\mathbf {A} _{2,2}\end{bmatrix}},\ \mathbf {B} ={\begin{bmatrix}\mathbf {B} _{1,1}&\mathbf {B} _{1,2}\\\mathbf {B} _{2,1}&\mathbf {B} _{2,2}\end{bmatrix}},\ \mathbf {C} ={\begin{bmatrix}\mathbf {C} _{1,1}&\mathbf {C} _{1,2}\\\mathbf {C} _{2,1}&\mathbf {C} _{2,2}\end{bmatrix}},}
gdzie:
{\displaystyle \mathbf {A} _{i,j},\mathbf {B} _{i,j},\mathbf {C} _{i,j}\in R^{2^{n-1}\times 2^{n-1}},}
czyli
{\displaystyle \mathbf {C} _{1,1}=\mathbf {A} _{1,1}\mathbf {B} _{1,1}+\mathbf {A} _{1,2}\mathbf {B} _{2,1},}
{\displaystyle \mathbf {C} _{1,2}=\mathbf {A} _{1,1}\mathbf {B} _{1,2}+\mathbf {A} _{1,2}\mathbf {B} _{2,2},}
{\displaystyle \mathbf {C} _{2,1}=\mathbf {A} _{2,1}\mathbf {B} _{1,1}+\mathbf {A} _{2,2}\mathbf {B} _{2,1},}
{\displaystyle \mathbf {C} _{2,2}=\mathbf {A} _{2,1}\mathbf {B} _{1,2}+\mathbf {A} _{2,2}\mathbf {B} _{2,2}.}
W powyższym przypadku nie zredukowaliśmy liczby potrzebnych do wykonania mnożeń. Wciąż musimy wykonać 8 mnożeń, czyli tyle samo, jak w przypadku zwykłego mnożenia macierzy.
Definiujemy nowe macierze według poniższego wzoru:
{\displaystyle \mathbf {M} _{1}:=(\mathbf {A} _{1,1}+\mathbf {A} _{2,2})(\mathbf {B} _{1,1}+\mathbf {B} _{2,2}),}
{\displaystyle \mathbf {M} _{2}:=(\mathbf {A} _{2,1}+\mathbf {A} _{2,2})\mathbf {B} _{1,1},}
{\displaystyle \mathbf {M} _{3}:=\mathbf {A} _{1,1}(\mathbf {B} _{1,2}-\mathbf {B} _{2,2}),}
{\displaystyle \mathbf {M} _{4}:=\mathbf {A} _{2,2}(\mathbf {B} _{2,1}-\mathbf {B} _{1,1}),}
{\displaystyle \mathbf {M} _{5}:=(\mathbf {A} _{1,1}+\mathbf {A} _{1,2})\mathbf {B} _{2,2},}
{\displaystyle \mathbf {M} _{6}:=(\mathbf {A} _{2,1}-\mathbf {A} _{1,1})(\mathbf {B} _{1,1}+\mathbf {B} _{1,2}),}
{\displaystyle \mathbf {M} _{7}:=(\mathbf {A} _{1,2}-\mathbf {A} _{2,2})(\mathbf {B} _{2,1}+\mathbf {B} _{2,2}).}
Powyższe macierze zostaną użyte do wyrażenia macierzy {\displaystyle C_{i,j}} w zależności od Mk. Dzięki takiemu zdefiniowaniu macierzy możemy wyeliminować jedno z mnożeń w algorytmie, wyrażając {\displaystyle C_{i,j}} jako:
{\displaystyle \mathbf {C} _{1,1}=\mathbf {M} _{1}+\mathbf {M} _{4}-\mathbf {M} _{5}+\mathbf {M} _{7},}
{\displaystyle \mathbf {C} _{1,2}=\mathbf {M} _{3}+\mathbf {M} _{5},}
{\displaystyle \mathbf {C} _{2,1}=\mathbf {M} _{2}+\mathbf {M} _{4},}
{\displaystyle \mathbf {C} _{2,2}=\mathbf {M} _{1}-\mathbf {M} _{2}+\mathbf {M} _{3}+\mathbf {M} _{6}.}
Iterujemy powyższy proces podziału {\displaystyle n} razy, dopóki podmacierze nie przerodzą się w liczby (elementy pierścienia {\displaystyle R}).
Praktyczna implementacja algorytmu Strassena przekształca standardową metodę mnożenia macierzy do wystarczająco małych podmacierzy, dla których algorytm jest bardziej efektywny. Szczególny przypadek, dla którego algorytm Strassena jest bardziej efektywny, zależy od szczegółów jego implementacji oraz sprzętu.

## Złożoność obliczeniowa
Standardowe mnożenie macierzy posiada złożoność obliczeniową rzędu {\displaystyle \theta (n^{3}),} gdyż potrzebnych jest 8 rekurencyjnych operacji mnożenia macierzy. W metodzie Strassena dzięki zastosowaniu innego rekurencyjnego podejścia do problemu wymagane jest 7 rekurencyjnych mnożeń oraz {\displaystyle \theta (n^{2})} operacji dodawania lub odejmowania wartości skalarnej. Wyznaczając złożoność obliczeniową, otrzymujemy wynik {\displaystyle \theta (n^{\lg 7}),} czyli w przybliżeniu {\displaystyle \theta (n^{2{,}81}).}

## Implementacja algorytmu w języku C
```
/*------------------------------------------------------------------------------*/

/* Program kompilować bez konsolidacji                                                             */

/* Zakładając, że nazwa pliku to Strassen.c to przy użyciu gcc kompilacja powinna wyglądać:        */

/*     gcc -c Strassen.c                                                                           */

#include
 
<stdio.h>

#include
 
<stdlib.h>

void
 
strassen
(
double
 
**
a
,
 
double
 
**
b
,
 
double
 
**
c
,
 
int
 
tam
);

void
 
sum
(
double
 
**
a
,
 
double
 
**
b
,
 
double
 
**
result
,
 
int
 
tam
);

void
 
subtract
(
double
 
**
a
,
 
double
 
**
b
,
 
double
 
**
result
,
 
int
 
tam
);

double
 
**
allocate_real_matrix
(
int
 
tam
,
 
int
 
random
);

double
 
**
free_real_matrix
(
double
 
**
v
,
 
int
 
tam
);

void
 
strassen
(
double
 
**
a
,
 
double
 
**
b
,
 
double
 
**
c
,
 
int
 
tam
)
 
{

    
// najprostszy przypadek: kiedy macierz ma rozmiar 1 na 1:

    
if
 
(
tam
 
==
 
1
)
 
{

        
c
[
0
][
0
]
 
=
 
a
[
0
][
0
]
 
*
 
b
[
0
][
0
];

        
return
;

    
}

    
// pozostałe przypadki:

    
else
 
{

        
int
 
newTam
 
=
 
tam
/
2
;

        
double
 
**
a11
,
 
**
a12
,
 
**
a21
,
 
**
a22
;

        
double
 
**
b11
,
 
**
b12
,
 
**
b21
,
 
**
b22
;

        
double
 
**
c11
,
 
**
c12
,
 
**
c21
,
 
**
c22
;

        
double
 
**
p1
,
 
**
p2
,
 
**
p3
,
 
**
p4
,
 
**
p5
,
 
**
p6
,
 
**
p7
;

        
// alokacja pamięci:

        
a11
 
=
 
allocate_real_matrix
(
newTam
,
 
-1
);

        
a12
 
=
 
allocate_real_matrix
(
newTam
,
 
-1
);

        
a21
 
=
 
allocate_real_matrix
(
newTam
,
 
-1
);

        
a22
 
=
 
allocate_real_matrix
(
newTam
,
 
-1
);

        
b11
 
=
 
allocate_real_matrix
(
newTam
,
 
-1
);

        
b12
 
=
 
allocate_real_matrix
(
newTam
,
 
-1
);

        
b21
 
=
 
allocate_real_matrix
(
newTam
,
 
-1
);

        
b22
 
=
 
allocate_real_matrix
(
newTam
,
 
-1
);

        
c11
 
=
 
allocate_real_matrix
(
newTam
,
 
-1
);

        
c12
 
=
 
allocate_real_matrix
(
newTam
,
 
-1
);

        
c21
 
=
 
allocate_real_matrix
(
newTam
,
 
-1
);

        
c22
 
=
 
allocate_real_matrix
(
newTam
,
 
-1
);

        
p1
 
=
 
allocate_real_matrix
(
newTam
,
 
-1
);

        
p2
 
=
 
allocate_real_matrix
(
newTam
,
 
-1
);

        
p3
 
=
 
allocate_real_matrix
(
newTam
,
 
-1
);

        
p4
 
=
 
allocate_real_matrix
(
newTam
,
 
-1
);

        
p5
 
=
 
allocate_real_matrix
(
newTam
,
 
-1
);

        
p6
 
=
 
allocate_real_matrix
(
newTam
,
 
-1
);

        
p7
 
=
 
allocate_real_matrix
(
newTam
,
 
-1
);

        
double
 
**
aResult
 
=
 
allocate_real_matrix
(
newTam
,
 
-1
);

        
double
 
**
bResult
 
=
 
allocate_real_matrix
(
newTam
,
 
-1
);

        
int
 
i
,
 
j
;

        
//dzielenie macierzy na cztery podmacierze:

        
for
 
(
i
 
=
 
0
;
 
i
 
<
 
newTam
;
 
i
++
)
 
{

            
for
 
(
j
 
=
 
0
;
 
j
 
<
 
newTam
;
 
j
++
)
 
{

                
a11
[
i
][
j
]
 
=
 
a
[
i
][
j
];

                
a12
[
i
][
j
]
 
=
 
a
[
i
][
j
 
+
 
newTam
];

                
a21
[
i
][
j
]
 
=
 
a
[
i
 
+
 
newTam
][
j
];

                
a22
[
i
][
j
]
 
=
 
a
[
i
 
+
 
newTam
][
j
 
+
 
newTam
];

                
b11
[
i
][
j
]
 
=
 
b
[
i
][
j
];

                
b12
[
i
][
j
]
 
=
 
b
[
i
][
j
 
+
 
newTam
];

                
b21
[
i
][
j
]
 
=
 
b
[
i
 
+
 
newTam
][
j
];

                
b22
[
i
][
j
]
 
=
 
b
[
i
 
+
 
newTam
][
j
 
+
 
newTam
];

            
}

        
}

        
//obliczanie macierzy od M1 do M7:

        
sum
(
a11
,
 
a22
,
 
aResult
,
 
newTam
);
 
// a11 + a22

        
sum
(
b11
,
 
b22
,
 
bResult
,
 
newTam
);
 
// b11 + b22

        
strassen
(
aResult
,
 
bResult
,
 
p1
,
 
newTam
);
 
// p1 = (a11+a22) * (b11+b22)

        
sum
(
a21
,
 
a22
,
 
aResult
,
 
newTam
);
 
// a21 + a22

        
strassen
(
aResult
,
 
b11
,
 
p2
,
 
newTam
);
 
// p2 = (a21+a22) * (b11)

        
subtract
(
b12
,
 
b22
,
 
bResult
,
 
newTam
);
 
// b12 - b22

        
strassen
(
a11
,
 
bResult
,
 
p3
,
 
newTam
);
 
// p3 = (a11) * (b12 - b22)

        
subtract
(
b21
,
 
b11
,
 
bResult
,
 
newTam
);
 
// b21 - b11

        
strassen
(
a22
,
 
bResult
,
 
p4
,
 
newTam
);
 
// p4 = (a22) * (b21 - b11)

        
sum
(
a11
,
 
a12
,
 
aResult
,
 
newTam
);
 
// a11 + a12

        
strassen
(
aResult
,
 
b22
,
 
p5
,
 
newTam
);
 
// p5 = (a11+a12) * (b22)

        
subtract
(
a21
,
 
a11
,
 
aResult
,
 
newTam
);
 
// a21 - a11

        
sum
(
b11
,
 
b12
,
 
bResult
,
 
newTam
);
 
// b11 + b12

        
strassen
(
aResult
,
 
bResult
,
 
p6
,
 
newTam
);
 
// p6 = (a21-a11) * (b11+b12)

        
subtract
(
a12
,
 
a22
,
 
aResult
,
 
newTam
);
 
// a12 - a22

        
sum
(
b21
,
 
b22
,
 
bResult
,
 
newTam
);
 
// b21 + b22

        
strassen
(
aResult
,
 
bResult
,
 
p7
,
 
newTam
);
 
// p7 = (a12-a22) * (b21+b22)

        
//obliczanie c21, c21, c11 i c22:

        
sum
(
p3
,
 
p5
,
 
c12
,
 
newTam
);
 
// c12 = p3 + p5

        
sum
(
p2
,
 
p4
,
 
c21
,
 
newTam
);
 
// c21 = p2 + p4

        
sum
(
p1
,
 
p4
,
 
aResult
,
 
newTam
);
 
// p1 + p4

        
sum
(
aResult
,
 
p7
,
 
bResult
,
 
newTam
);
 
// p1 + p4 + p7

        
subtract
(
bResult
,
 
p5
,
 
c11
,
 
newTam
);
 
// c11 = p1 + p4 - p5 + p7

        
sum
(
p1
,
 
p3
,
 
aResult
,
 
newTam
);
 
// p1 + p3

        
sum
(
aResult
,
 
p6
,
 
bResult
,
 
newTam
);
 
// p1 + p3 + p6

        
subtract
(
bResult
,
 
p2
,
 
c22
,
 
newTam
);
 
// c22 = p1 + p3 - p2 + p6

        
//grupowanie wyników w jedną macierz:

        
for
 
(
i
 
=
 
0
;
 
i
 
<
 
newTam
 
;
 
i
++
)
 
{

            
for
 
(
j
 
=
 
0
 
;
 
j
 
<
 
newTam
 
;
 
j
++
)
 
{

                
c
[
i
][
j
]
 
=
 
c11
[
i
][
j
];

                
c
[
i
][
j
 
+
 
newTam
]
 
=
 
c12
[
i
][
j
];

                
c
[
i
 
+
 
newTam
][
j
]
 
=
 
c21
[
i
][
j
];

                
c
[
i
 
+
 
newTam
][
j
 
+
 
newTam
]
 
=
 
c22
[
i
][
j
];

            
}

        
}

        
//dealokacja pamięci:

        
a11
 
=
 
free_real_matrix
(
a11
,
 
newTam
);

        
a12
 
=
 
free_real_matrix
(
a12
,
 
newTam
);

        
a21
 
=
 
free_real_matrix
(
a21
,
 
newTam
);

        
a22
 
=
 
free_real_matrix
(
a22
,
 
newTam
);

        
b11
 
=
 
free_real_matrix
(
b11
,
 
newTam
);

        
b12
 
=
 
free_real_matrix
(
b12
,
 
newTam
);

        
b21
 
=
 
free_real_matrix
(
b21
,
 
newTam
);

        
b22
 
=
 
free_real_matrix
(
b22
,
 
newTam
);

        
c11
 
=
 
free_real_matrix
(
c11
,
 
newTam
);

        
c12
 
=
 
free_real_matrix
(
c12
,
 
newTam
);

        
c21
 
=
 
free_real_matrix
(
c21
,
 
newTam
);

        
c22
 
=
 
free_real_matrix
(
c22
,
 
newTam
);

        
p1
 
=
 
free_real_matrix
(
p1
,
 
newTam
);

        
p2
 
=
 
free_real_matrix
(
p2
,
 
newTam
);

        
p3
 
=
 
free_real_matrix
(
p3
,
 
newTam
);

        
p4
 
=
 
free_real_matrix
(
p4
,
 
newTam
);

        
p5
 
=
 
free_real_matrix
(
p5
,
 
newTam
);

        
p6
 
=
 
free_real_matrix
(
p6
,
 
newTam
);

        
p7
 
=
 
free_real_matrix
(
p7
,
 
newTam
);

        
aResult
 
=
 
free_real_matrix
(
aResult
,
 
newTam
);

        
bResult
 
=
 
free_real_matrix
(
bResult
,
 
newTam
);

    
}
 
//koniec przypadku else

}
 
//koniec funkcji Strassen

/*------------------------------------------------------------------------------*/

//funkcja sumująca dwie macierze

void
 
sum
(
double
 
**
a
,
 
double
 
**
b
,
 
double
 
**
result
,
 
int
 
tam
)
 
{

    
int
 
i
,
 
j
;

    
for
 
(
i
 
=
 
0
;
 
i
 
<
 
tam
;
 
i
++
)
 
{

        
for
 
(
j
 
=
 
0
;
 
j
 
<
 
tam
;
 
j
++
)
 
{

            
result
[
i
][
j
]
 
=
 
a
[
i
][
j
]
 
+
 
b
[
i
][
j
];

        
}

    
}

}

/*------------------------------------------------------------------------------*/

//funkcja odejmująca jedną macierz od drugiej

void
 
subtract
(
double
 
**
a
,
 
double
 
**
b
,
 
double
 
**
result
,
 
int
 
tam
)
 
{

    
int
 
i
,
 
j
;

    
for
 
(
i
 
=
 
0
;
 
i
 
<
 
tam
;
 
i
++
)
 
{

        
for
 
(
j
 
=
 
0
;
 
j
 
<
 
tam
;
 
j
++
)
 
{

            
result
[
i
][
j
]
 
=
 
a
[
i
][
j
]
 
-
 
b
[
i
][
j
];

        
}

    
}

}

/*------------------------------------------------------------------------------*/

// Ta funkcja alokuje macierz przy użyciu funkcji malloc oraz inicjalizuje ją. Jeżeli zmienna losowa

// jest zerem to funkcja inicjalizuje macierz o wartościach zerowych, jeżeli jest jedynką to inicjalizuje

// inicjalizuje macierz z losowymi wartościami. Jeżeli jest jakąkolwiek inną wartością to macierz jest

// inicjalizowana bez żadnych wartości Zmienna tam określa długość macierzy.

double
 
**
allocate_real_matrix
(
int
 
tam
,
 
int
 
random
)
 
{

    
int
 
i
,
 
j
,
 
n
 
=
 
tam
,
 
m
 
=
 
tam
;

    
double
 
**
v
,
 
a
;
         
// wskaźnik na wektor

    
// alokuje jeden wektor wektoru (macierz)

    
v
 
=
 
(
double
**
)
 
malloc
(
n
 
*
 
sizeof
(
double
*
));

    
if
 
(
v
 
==
 
NULL
)
 
{

        
printf
 
(
"** Blad alokacji macierzy: Niewystarczajaca pamiec **"
);

        
return
 
(
NULL
);

    
}

    
// alokacja każdego rzędu macierzy

    
for
 
(
i
 
=
 
0
;
 
i
 
<
 
n
;
 
i
++
)
 
{

        
v
[
i
]
 
=
 
(
double
*
)
 
malloc
(
m
 
*
 
sizeof
(
double
));

        
if
 
(
v
[
i
]
 
==
 
NULL
)
 
{

            
printf
 
(
"** Blad: Niewystarczajaca pamiec **"
);

            
free_real_matrix
(
v
,
 
n
);

            
return
 
(
NULL
);

        
}

        
// inicjalizacja macierzy o wartościach zerowych

        
if
 
(
random
 
==
 
0
)
 
{

            
for
 
(
j
 
=
 
0
;
 
j
 
<
 
m
;
 
j
++
)

                
v
[
i
][
j
]
 
=
 
0.0
;

        
}

        
// inicjalizacja macierzy o wartościach losowych z przedziału od 0 do 10

        
else
 
{

            
if
 
(
random
 
==
 
1
)
 
{

                
for
 
(
j
 
=
 
0
;
 
j
 
<
 
m
;
 
j
++
)
 
{

                    
a
 
=
 
rand
();

                    
v
[
i
][
j
]
 
=
 
(
a
 
-
 
(
int
)
a
)
 
*
 
10
;

                
}

            
}

        
}

    
}

    
return
 
(
v
);
     
// zwraca wskaźnik na wektor.

}

/*------------------------------------------------------------------------------*/

// Ta funkcja dealokuje macierz (zwalnia pamięć)

double
 
**
free_real_matrix
(
double
 
**
v
,
 
int
 
tam
)
 
{

    
int
 
i
;

    
if
 
(
v
 
==
 
NULL
)
 
{

        
return
 
(
NULL
);

    
}

    
for
 
(
i
 
=
 
0
;
 
i
 
<
 
tam
;
 
i
++
)
 
{

        
if
 
(
v
[
i
])
 
{

            
free
(
v
[
i
]);
 
// zwalnia rząd macierzy

            
v
[
i
]
 
=
 
NULL
;

        
}

    
}

    
free
(
v
);
         
// zwalnia wskaźnik /

    
v
 
=
 
NULL
;

    
return
 
(
NULL
);
   
//zwraca wskaźnik NULL /

}

/*------------------------------------------------------------------------------*/

```